# Сражение на Клокс-Филд
Сражение на Клокс-Филд (англ. Battle of Klock's Field) — сражение между британскими солдатами, рейнджерами, сенека и мохоками, с одной стороны, и американскими ополченцами и воинами онайда, с другой, состоявшееся 19 октября 1780 года на месте современного города Сент-Джонсвилл во время Войны за независимость США. Отряд британцев и ирокезов совершил нападение на поселения в долине Мохок и столкнулся с американскими ополченцами под руководством бригадного генерала Роберта Ван Ренсселера. Результат сражения оказался ничейным, поскольку ни одна из сторон не одержала явную победу.